# Guilherme Clezar

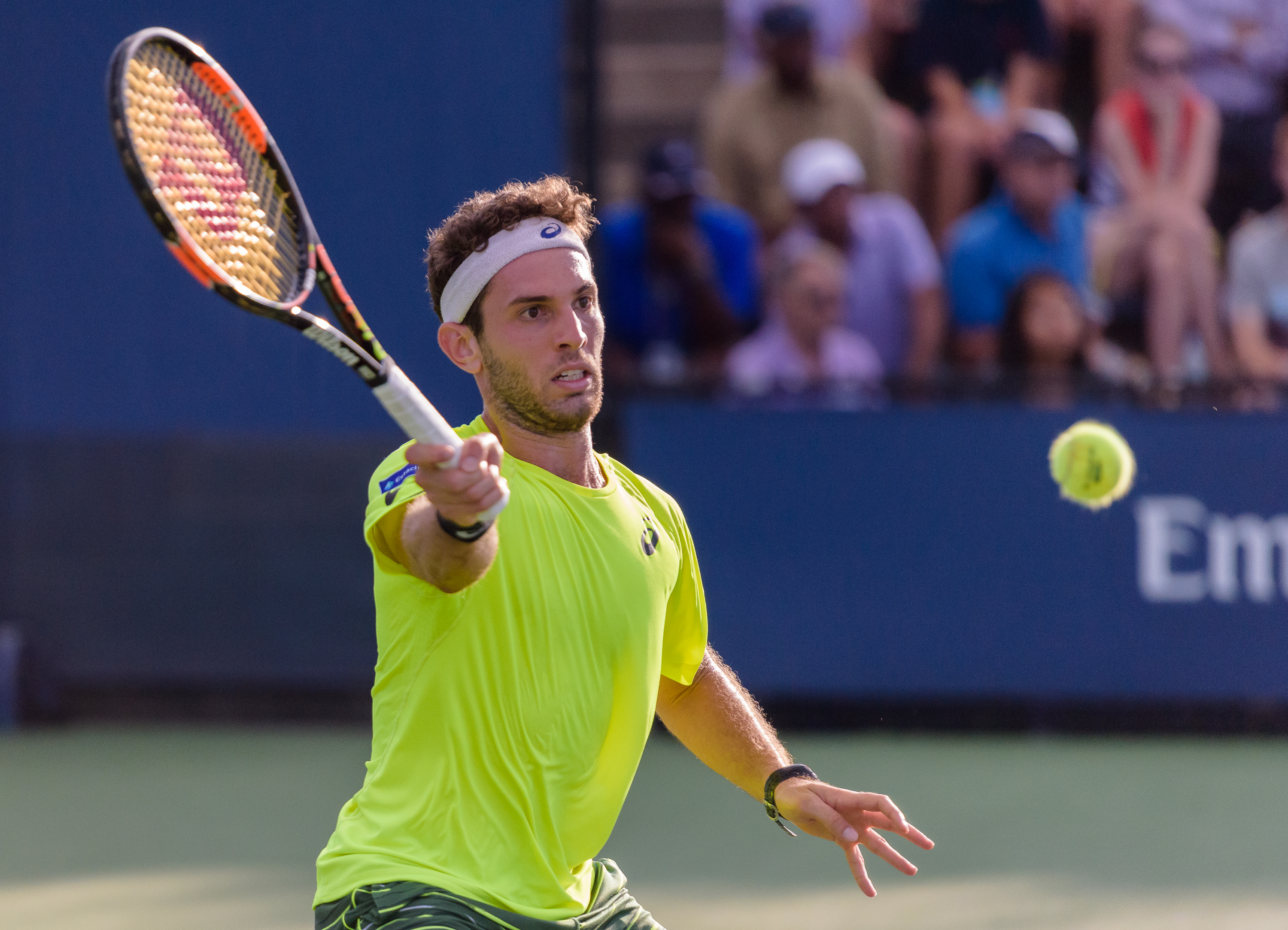
Volej v kvalifikaci US Open 2015

Guilherme Sarti Clezar (* 31. prosince 1992 Porto Alegre) je brazilský profesionální tenista. Ve své dosavadní kariéře na okruhu ATP World Tour nevyhrál žádný turnaj. Na challengerech ATP a okruhu ITF získal do září 2016 sedm titulů ve dvouhře a osm ve čtyřhře.
Na žebříčku ATP byl ve dvouhře nejvýše klasifikován v srpnu 2015 na 153. místě a ve čtyřhře pak v srpnu 2016 na 171. místě. Trénuje v oddílu São Leopoldo Tenis Club a také v Dietze Tennis Academy.
V brazilském daviscupovém týmu debutoval v roce 2014 semifinálem 1. skupiny Americké zóny proti Ekvádoru, v němž prohrál dvouhru s Emiliem Gomézem. Brazilci přesto postoupili po výhře 3:1 na zápasy. Do září 2016 v soutěži nastoupil k jedinému mezistátním utkáním s bilancí 0–1 ve dvouhře a 0–0 ve čtyřhře.

## Tenisová kariéra
V mládežnických kategoriích vyhrál mistrovství Brazílie v kategoriích 14letých a 16letých. V juniorské čtyřhře French Open 2009 odešel po boku Tchajwance Liang-čch' Chuanga jako poražený finalista, když v rozhodujícím duelu podlehli chorvatské dvojici Marin Draganja a Dino Marcan ve dvou sadách.
V rámci hlavních soutěží událostí okruhu ITF debutoval v listopadu 2007, když na turnaj v rodném Porto Alegre obdržel divokou kartu. V úvodním kole podlehl krajanu Ricardu Hocevarovi. První utkání na challengerech odehrál v dubnu 2007 ve Florianópolisu, kde jej v zahajovacím duelu vyřadil Brazilec Rogério Dutra da Silva. Premiérový singlový titul si odvezl z květnového Rio Quente Resorts Tennis Classic 2012 v brazilském Riu Quente, kde ve finále přehrál chilského hráče Paula Capdevilleho ve dvou setech. Průnik mezi dvě stě nejlepších tenistů žebříčku ATP zaznamenal 1. dubna 2013, když postoupil do druhého kola challengeru v kolumbijském Pereiru. V sezóně 2014 se probojoval do finále závěrečného ATP Challenger Tour Finals v São Paulu, kde jej přehrál Argentinec Diego Schwartzman.
Ve dvouhře okruhu ATP World Tour debutoval na Brasil Open 2011 v Costa do Sauípe, kam obdržel divokou kartu. Vypadl v prvním kole s krajanem Joãem Souzou. V rámci série ATP Masters odehrál první utkání na březnovém BNP Paribas Open 2014, kde jej v úvodní fázi kvalifikace vyřadil Japonec Taró Daniel.
Debut v hlavní soutěži nejvyšší grandslamové kategorie zaznamenal v mužském singlu US Open 2016 po zvládnuté tříkolové kvalifikaci, v níž na jeho raketě zůstali Facundo Argüello, desátý nasazený Tim Smyczek a Alexander Sarkissian. V úvodním kole dvouhry však nenašel recept na švýcarského kvalifikanta Marca Chiudinelliho, jemuž odebral jeden set. Osmkrát v řadě předtím neprošel grandslamovým kvalifikačním sítem.

## Finále na challengerech ATP
| Legenda                        |
| ------------------------------ |
| Challengery (2–3 D; 1 titul Č) |

### Dvouhra: 5 (2–3)
| Stav      | č. | datum              | turnaj                   | povrch     | soupeř ve finále  | výsledek      |
| --------- | -- | ------------------ | ------------------------ | ---------- | ----------------- | ------------- |
| Vítěz     | 1. | 12. května 2012    | Rio Quente, Brazílie     | tvrdý      | Paul Capdeville   | 7–6(7–4), 6–3 |
| Vítěz     | 2. | 22. září 2013      | Campinas, Brazílie       | antuka     | Facundo Bagnis    | 6–4, 6–4      |
| Finalista | 1. | 23. listopadu 2014 | São Paulo, Brazílie      | antuka (h) | Diego Schwartzman | 2–6, 3–6      |
| Finalista | 2. | 15. března 2015    | Santiago, Chile          | antuka     | Facundo Bagnis    | 2–6, 7–5, 2–6 |
| Finalista | 3. | 24. ledna 2016     | Rio de Janeiro, Brazílie | antuka     | Facundo Bagnis    | 4–6, 6–4, 2–6 |

### Čtyřhra (1 titul)
| Stav  | č. | datum         | turnaj         | povrch | spoluhráč          | soupeři ve finále         | výsledek          |
| ----- | -- | ------------- | -------------- | ------ | ------------------ | ------------------------- | ----------------- |
| Vítěz | 1. | 7. srpna 2016 | Granby, Kanada | tvrdý  | Alejandro González | Saketh Myneni Sanam Singh | 3–6, 6–1, [12–10] |

## Finále na juniorce Grand Slamu

### Čtyřhra juniorů: 1 (0–1)
| Stav      | rok  | turnaj      | spoluhráč         | soupeři ve finále          | výsledek |
| --------- | ---- | ----------- | ----------------- | -------------------------- | -------- |
| Finalista | 2009 | French Open | Liang-čch' Chuang | Marin Draganja Dino Marcan | 3–6, 2–6 |